# Folkkonst
Folkkonst blev ett begrepp på 1800-talet när konsthistoriker ville skilja målningar och föremål som landsbygdens människor gjort från den konst som var etablerad i de högre samhällsskikten. Nästan all folkkonst skapades i samband med livets och årets högtider. Framförallt var vägen från frieri till bröllop kantad av folkkonst, främst av gåvor som männen gav till kvinnorna.

## Vad är folkkonst?
Folkkonst kan se ut på många olika sätt, men det finns mycket som går igen i alla länder, tider och material. Exempelvis lusten att dekorera hela ytan, stiliseringen av naturens motiv, återbruket av material och det symboliska budskapet som blandas med dekoren. Viljan att pryda sig själv och att dekorera sina närmaste omgivningar är uråldrig, allmänmänsklig och global. Bondesamhällets folkkonst skapades av folk i bygden. De kände sina kunder och var själva kända som skickliga hantverkare och slöjdare, även om de saknade formell utbildning.

## Begreppets uppkomst
Folkkonst-begreppet uppstod först i Tyskland och populariserades allt mer från mitten av 1800-talet. Efter att Alois Riegl publicerat sin Volkskunst, Hausflaiss und Hausindustrie 1894 fick begreppet spridning i akademiska sammanhang och blev gradvis mer etablerat under de kommande decennierna. I Sverige talade man i huvudsak om allmogekonst, fram till 1920-talet då benämningen folkkonst började få spridning.

## Folkkonst i glädje och sorg
Nästan all folkkonst var knuten till anhalterna på livets väg eller till årets högtider. En del gjordes för att vara i evighet och annat var färskvara – ögonfröjd för stundens högtidlighet. Livet igenom, i glädje och sorg, har folkkonsten följt människan.
Inget skede i livet har alstrat så mycket folkkonst som vägen till giftermålet. Friargåvorna var ofta redskap för textiltillverkning, som linfästen för spinnrocken och bandgrindar för bandvävning. När en kvinna fått ett vackert linfäste av sin vän visste de andra i spinnstugan att det snart kunde vankas bröllop. Överallt fanns hjärtat med som dekor och symbol.

## Människans mått och former
Allmogemålarna hade ingen formell utbildning och hade aldrig tecknat kroki efter nakenmodell. Ändå är människan vanlig i folkkonsten. Adam och Eva är ett av få motiv där människor avbildats nakna. De finns på sydsvenska bonader, på skånska åkdynor och i träskärning. Bilden av människan har anpassats efter material och teknik. Men också efter den yta som skulle dekoreras, som formen hos skedskaft från Härjedalen.
I föremålen har människor ofta sett sin egen avbild och kategoriserat en del föremål som kvinnliga eller manliga till formen. Vad som har setts som kvinnliga respektive manliga former beror på den aktuella tidens uppfattning om vad som kännetecknar de båda könen. I själva verket styrs formen av praktiska orsaker och ofta följer den modet. Exempelvis gav golvurens kurvighet plats för den svängande pendeln och passade samtidigt rokokons formspråk.

## Naturens mönster och material
Blommor, blad, djur, fåglar och till och med molnen på himlen gav uppslag till mönster och motiv. Men folkkonstens skapare strävade inte efter att avbilda något naturtroget utan inspirerades av mönsterböcker, egna minnesbilder och naturen runtomkring. Sedan förvandlade de sina tankar till sirliga ornament i måleri, smide och textil. En tränad blick kunde se hur ett träd med knotiga grenar, förvridna rötter och stam blev till en skål, stol eller pall. Rötter flätades till korgar, näver blev burkar, halm och vass vävdes till mattor. 

## Kyrkorummet och Bibelns berättelser
Bönderna som skapade allmogen fann sin inspiration i kyrkan där de kom i kontakt med yrkesmålarnas sätt att måla och snickarnas sätt att snida. Kyrkan var socknens stolthet, kanske det enda offentliga rummet, med utsmyckning som var tillgänglig för alla. Inredningen förmedlade många uppslag till nya former. På de sydsvenska bonadsmålningarna ligger inte Jesusbarnet i en krubba utan i en vagga, som barnen hos de skånska bönderna själva. Målarna inspirerades av tryckta bilder och motiven blandades med detaljer från den egna hemmiljön. Bonaderna plockades bara fram till jul och av den anledningen berättar de om händelserna kring Jesu födelse.

## Maktens symboler
Överhetens symboler och attribut var vackra och statusfyllda former som inspirerade allmänhetens skapande. Att använda sig av maktens symboler var dock inte detsamma som att vilja bli adlad. Ståndssamhället var fast rotat och bondebefolkningen visste sin plats och sitt värde. Hos bönderna var den textila prakten kanske det tydligaste beviset på välstånd och makt. Den långa och mödosamma vägen från fårskötsel och linodling till det färdiga vävda tyget var det som gjorde just textil till en måttstock på hemmets ekonomiska ställning. 
En av bonaderna i den permanenta utställningen Folkkonst på Nordiska museet är från Småland och visar julevangeliets heliga tre konungar. När de avbildas här uppe i Norden sitter de alltid till häst, till skillnad från i Bibeln. Kungar red, liksom adelsmän och officerare. En plats i sadeln på hästryggen var ett uttryck för makt, begripligt för alla bönder som såg hästen som en kamrat i arbetet. Ett annat sätt att demonstrera makt var att sitta i en stol istället för på en pall, väggfast bänk eller på huk som var det vanliga. I böndernas hem fanns nämligen ofta bara en enda stol och den var därmed en verklig statussymbol.

## Folkkonsten förpassas, men inspirerar
I slutet av 1800-talet fick den gamla folkkonsten konkurrens av allt det nya industritillverkade. Det gamla förpassades ofta till vindar och uthus eller soptippen. Dalmålningarna tapetserades över, allmogemöblerna målades om. Men samtidigt fanns också många konstnärer som såg nya konstnärliga värden i den gamla folkkonsten. Under hela 1900-talet har folkkonsten varit en viktig inspirationskälla för många konsthantverkare, slöjdare och formgivare. 
I Nordiska museets permanenta utställning Folkkonst illustreras svensk historia i färg, form, mönster och material. Livets högtider, vardagens slit och skapandets glädje gestaltas i selbågar, keramik, textilier, smidda ljusstakar, askar, friargåvor och mycket annat. Föremålen härstammar från Överkalix i norr till Skåne i söder. I utställningen visas 500 föremål; verkliga ting som har använts och haft en funktion i en tid inte alls långt borta. Det sista rummet i utställningen visar att arvet efter folkkonsten lever vidare i dag.